# Narcisa bimaculata
Narcisa bimaculata là một loài bọ cánh cứng trong họ Trogossitidae. Loài này được Gestro miêu tả khoa học năm 1880.